# 우승미
우승미(1974년 ~ )는 대한민국의 작가이다.
1974년 강원도 양구에서 태어났다. 그녀의 단편 소설인 '빛이 스며든 자리'라는 작품은 2005년에 서울신문 신춘문예에 당선이 되었다. 또, 그녀는 장편소설인 '날아라, 잡상인'을 통해 2009년에 오늘의 작가상을 받았다. 그녀는 '날아라, 잡상인'이라는 작품에 대해서 "인공적으로 웃음을 만들어내려다 실패한 인물이 여러 사람을 만나 소통하고 관계하면서 이해와 사랑에서 우러나오는 자연스러운 웃음을 깨달아가는 이야기를 쓰고 싶었다"고 말했다고 한다. 이에 대해 문학평론가 정영훈은 "'불행한 삶의 조건에도 불구하고'가 아니라, '불행한 삶의 조건과 더불어' 행복하기를 꿈꾸고, 반어를 통해 불행을 행복의 조건으로 바꾸어 놓는 데 성공한 작품"이라고 소설을 평가했다고 한다.

## 수상
- 불교신문 신춘문예 소설 부분(2003년)
- 서울신문 신춘문예 단편상(2005년)
- 제 33회 오늘의 작가상(2009년)

## 작품
- 실학의 꽃 정약용(2007년)
- 날아라, 잡상인(2009년)